# Крестовская, Мария Всеволодовна
Мари́я Все́володовна Кресто́вская (по мужу Картавцева; 30 ноября [12 декабря] 1862, Санкт-Петербург, Российская империя — 24 июня [7 июля] 1910, Метсякюля, Великое княжество Финляндское, Российская империя) — русская романистка, дочь В. В. Крестовского.
Муж — Евгений Эпафродитович Картавцев, экономист, промышленник, банкир.
Была дружна с Т. Л. Щепкиной-Куперник.

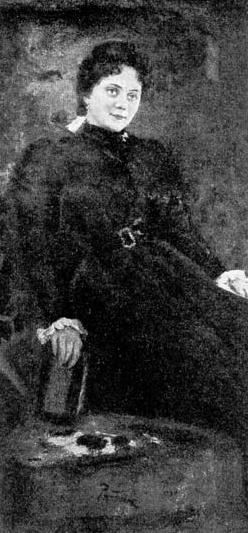
Портрет Крестовской И. Репина

## Биография
Готовила себя к сцене и с успехом играла в частных театрах. На литературное поприще выступила в 1886—1887, поместив в «Русском вестнике»:
- «Уголки театрального мира»
  - очерк «Иса» (1885)
  - очерк «Лёля» (1885)
- «Ранние Грозы» (1886) — повесть
- «Испытание»
- «Вне жизни»,
- «Сын» (1893)
- «Исповедь Мытищева» (1901) и др.

С конца 1880-х гг. чаще всего помещала свои произведения в «Вестнике Европы» («Артистка») и в «Северном вестнике» («Женская жизнь»). Отдельно вышли романы «Артистка» и повести (два изд. 1889 и 1892 гг.).

Три портрета, находившиеся у Крестовской, могли бы характеризовать всю историю её жизни: прелестная акварель Крамского — изящная, одухотворенная голова М. В., — начало; репинский портрет — свежий, наивный, несложный — середина, расцвет всех возможностей… и портрет Хейлика — жуткий конец.

### Незадолго до смерти
В последний год ее жизни муж перевез её из прежней квартиры на Кирочной за два дома — в особняк Икскуль, уступившей им весь нижний этаж. Он это сделал для того, чтобы она не была одна, в то время когда он уезжал по делам, а всегда оставалась под надзором умных глаз В. И., умевших так тепло смотреть на неё.
Как-то у В. И. был большой вечер. Приглашения на него рвал Петербург: давали отрывки из запрещенной пьесы Мережковского «Павел I». Крестовская, которая давно уже не вставала с постели, решила быть на этом вечере. В конце концов, это было почти в её квартире — стоило подняться на несколько ступеней…
 — Столько-то шагов я могу сделать! — умоляла она доктора.
Доктор и близкие не решались отказать ей в этом желании. Она оделась. Было ужасное впечатление: словно мы обряжаем покойницу. Лёгкое белое платье висело на ней, как на скелете. Она набросила на себя белую кружевную шаль, чтобы скрыть худобу, тронула румянами щеки: глаза горели неестественным голубым блеском. Ей страстно хотелось на минуту обмануть себя, на минуту уйти в живую жизнь, к живым людям… Мой муж подал ей руку, и не столько повёл, сколько понёс её в зал: да в ней почти не было веса. Её усадили в кресло. Знакомые делали вид, что не удивляются её появлению, незнакомые — со страхом смотрели на этот призрак женщины, отгонявший праздничное настроение. Многие не знали, что она живёт здесь же, и недоумевали, как это могли умирающую привезти на праздник…
Среди элегантных туалетов, фраков, мундиров выделялась богатырская фигура Шаляпина. Он был что-то не в духе и довольно небрежно отвечал на приветствия и комплименты. Крестовской страстно захотелось его послушать. Она потребовала, чтобы ей его представили, и с прежней своей горячностью стала просить его тут же что-нибудь спеть. Шаляпин был неприятно поражён. Он не знал, кто она и что она. К сожалению, ни баронессы, ни меня не было тут: мы подоспели только тогда, когда инцидент уже разыгрался. Он вежливо, но твёрдо отказал. Она продолжала настаивать. Он со скрытым раздражением, но ещё улыбаясь, сказал:
  -- Разрешите мне хоть на этот раз быть просто гостем.
  -- Но если я прошу вас. Я должна вас услышать.
  -- Разрешите мне прислать вам билет на мой концерт.
  Она вспыхнула:
  -- Я думала, что вы простой и милый, а вы римский сенатор какой-то!
  Муж рассказывал мне, что этот "римский сенатор" почему-то особенно взбесил Шаляпина, и он наотрез отказал. Тогда у нее вырвался малодушный вопль:
  -- Но поймите! Я могу не дожить до вашего концерта!
  Но на Шаляпина уже "накатило", и он ответил ей так резко, что муж поспешил его увести. Он рассказывал мне потом, что Шаляпин возмущался и на его объяснения отвечал:
  -- Если бы я для всех умирающих пел, -- у меня давно бы голоса не хватило!

   Натянутые нервы М.В. не выдержали: с ней сделалась истерика. Подоспела хозяйка, прибежала я -- мы увели рыдающую М.В. Этот эпизод, сам по себе незначительный, страшно подействовал на Крестовскую. Несчастная потянулась к людям, к жизни -- и на её последнюю просьбу жизнь ответила грубым отказом. Она с трудом перенесла это, и у нее осталось впечатление ненужной жестокости. Я думаю, Шаляпин не отдавал себе отчёта в полном значении этого факта, -- иначе он, верно, не так бы отнёсся к ней. На всех присутствовавших эта сцена произвела тяжёлое впечатление.
После её смерти в «Вестнике Европы» (1912 год, в номерах Х и XI) опубликованы отрывки её воспоминаний.
Её «Дневник» (хранится в ЦГАЛИ) не был опубликован, по крайней мере, до 1991 года.
Имя Марии Крестовской упоминается в книге «Дорога уходит вдаль» Александры Бруштейн.

## Мариоки

Дом Крестовской (сгорел в 1991 году). Архитектор И. А. Фомин.

Имение Мариоки находилось в Метсякюля и было названо мужем в честь Марии Всеволодовны. Стараниями семьи имение было превращено в цветущий сад. После смерти жены Евгений Эпафродитович Картавцев воздвиг в имении, рядом с могилой жены, церковь «Всех скорбящих Радости» (архитектор И. А. Фомин). Позже на могиле был установлен памятник работы В. В. Лишева. Также около церкви находилось захоронение Леонида Андреева (впоследствии, в 1956 году, перенесённое на Литераторские мостки).

## Адрес в Санкт-Петербурге
1897 — Кирочная улица, д. 12